# 하세가와 요시미치
하세가와 요시미치(일본어: 長谷川好道, 1850년 10월 1일 ~ 1924년 1월 27일)는 일본의 군인, 정치인, 외교관이다. 일본 제국 육군 원수를 역임했고, 1916년부터 1919년까지 제2대 조선총독을 지냈다.
하급 군인 출신으로 보신 전쟁에 참전하였으며 오사카 군사학교를 졸업하고 육군대위가 되었다. 이후 세이난 전쟁과 청일 전쟁에 참전하였다. 러일 전쟁에도 참여하여 압록강 회전과 랴오양 회전에서 승리하고 남작이 되었으며, 1904년 육군 대장으로 진급한 뒤에는 조선주둔 일본군 사령관을 역임했다.
1907년 자작으로 승작되었고, 1912년 1월 20일 일본군 육군참모총장, 1915년 육군 원수를 거쳐 1916년 제2대 조선총독으로 부임하였다. 하세가와는 전임인 데라우치 마사타케의 뒤를 이어, 재임 기간 동안 무단 통치를 행하였다. 재직 중 3·1 운동이 일어나 진압하였지만 결국 교체된다.

## 생애

### 젊은 시절
하세가와는 1850년, 스오 이와쿠니 번사 하세가와 도지로(長谷川藤次郞)의 장남으로 태어났다. 초대 조선총독을 지낸 데라우치 마사타케와는 동향 출신이다. 어려서 검술 사범이었던 아버지로부터 검도를 배웠다. 가난한 하급무사의 자제였으나 군인으로 임관하여 병사로 복무하다가 장교가 되었다.
1871년 8월 일본군 육군 소위가 되었다. 보신 전쟁 때에는 조슈번 정의대 소대장으로 참전하였고, 메이지 시대에 접어들면서 오사카 군사학교(일본 육군사관학교의 전신) 학생이 되고, 같은 해 12월에는 육군 대위와 5번대대장을 맡기도 했다.

### 군대 경력

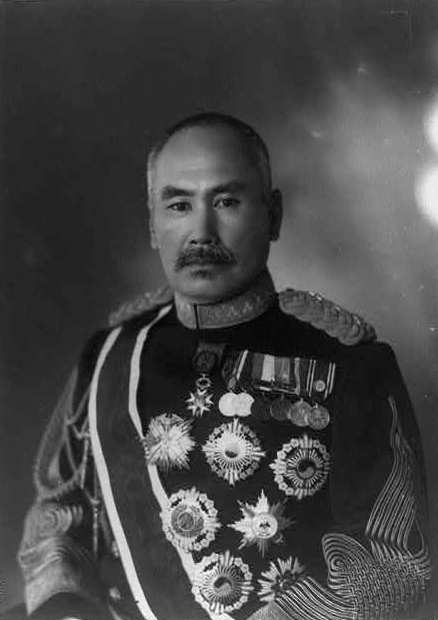
하세가와 요시미치 (장군 시절)

다음 해인 1872년 4월에는 육군 소좌에 올랐고, 다음 해에는 보병 제1연대장에게서 실력을 인정받아 1873년 6월 중좌로 승진했으며, 세이난 전쟁에 종군하기에 이르렀다. 하세가와는 세이난 전쟁 후, 일본군 육군 히로시마 진다이(鎭台) 보병 제11연대장, 히로시마 진다이 참모, 오사카 진다이 참모장, 중부감군부(中部監軍部) 참모 등 여러 직책을 거쳐 고속으로 승진, 육군 대좌에 올랐다.
1885년에는 프랑스 파견을 명령받아 주차 프랑스 주재 일본대사관 무관으로 근무했고, 다음 해인 1886년 12월에는 육군 소장과 보병 제12여단장에 임명되었다. 특히 보병 12여단장이었던 1894년에는 청일 전쟁에 참전, 뤼순을 공격하여 공을 세웠다.
1895년 군공으로 남작의 지위에 올랐다. 1896년 6월, 육군 중장으로 진급하여 일본군 육군 제3사단장을 지냈지만, 1898년에 근위사단장으로 옮기게 된다. 하세가와는 근위사단장을 맡을 당시 참전한 러일 전쟁에서 여러 작전으로 선전하였다.

### 조선 주둔군 사령관
그 공을 인정받아 1904년 6월에는 육군 대장으로 진급, 같은 해 9월에는 조선 주둔 일본군 사령관으로 임명되었다. 러일 전쟁 중 압록강 회전과 랴오양 회전에서 승리를 거두고 돌아왔으며, 조선 주둔 중 대한제국 정부로부터는 대훈위 금척대수장, 대훈위 이화대수장을 수여받았다. 1905년 을사 보호 조약 이후에도 계속 유임되었다.
또한, 하세가와는 각각 1906년과 1908년에 임시 통감 대리와 군사 참의관 직책을 지냈고, 1906년 1월 1급 금계훈장을 수여받았다. 1907년 9월 자작으로 승진했으며, 한일 합방 이후인 1912년 1월 20일에는 참모 총장으로 취임하였다. 1915년 육군 원수로 승진하였다.

### 조선 총독과 최후

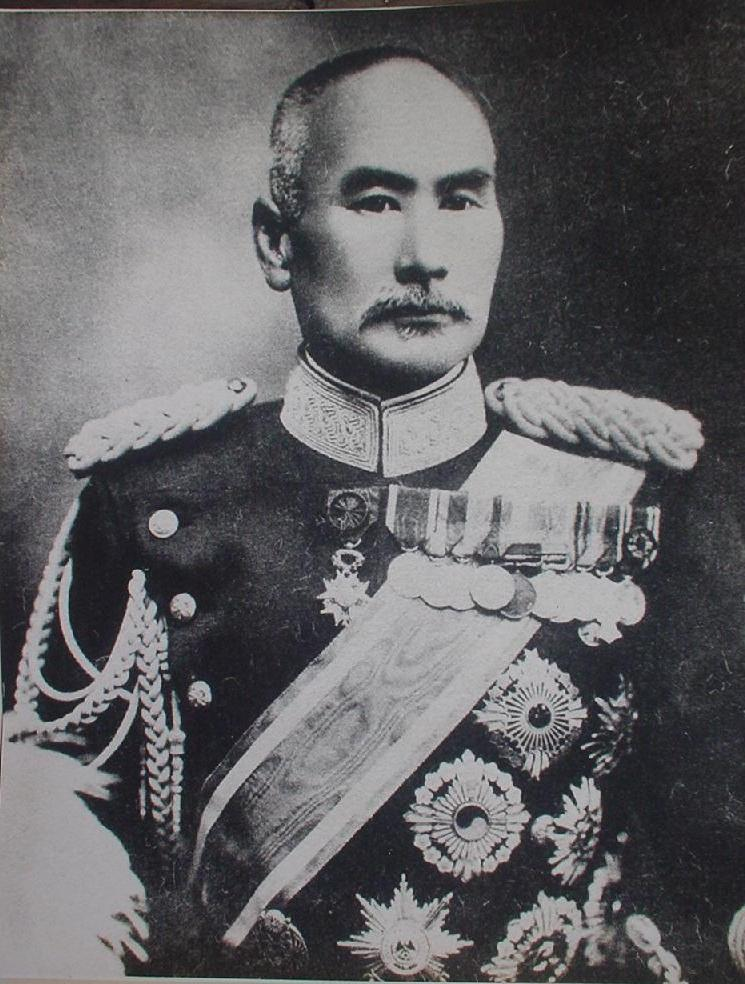
하세가와 요시미치 (1924년)

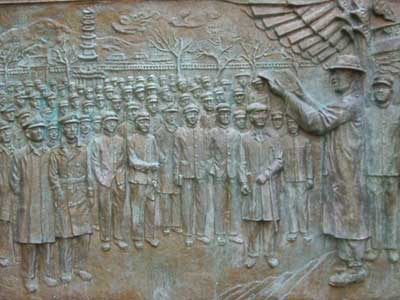
서울 탑골 공원에 위치한 3·1 운동 서판

백작으로 승작된 직후 1916년 10월 14일, 하세가와는 데라우치 마사타케의 후임으로 조선 총독 자리에 오르게 되었다. 하세가와 요시미치는 총독 재임 중 한국에서 일어난 3·1 운동을 무자비하게 진압하는 등, 무단 통치로 비판을 받아 토지 조사 사업을 완료시켰는데도 불구하고 불과 3년 만에 사이토 마코토(齋藤實)와 교체되었다.
처음에 그는 무력 강경진압을 계획했지만, 3·1 운동 당시 그는 강경책과 유화책을 동시에 썼다. 조선인 중에서도 만세시위를 자제하자는 운동이 있어 이를 지원하기도 했다. 박중양 등은 자제단을 만들어 만세시위를 해산시키기도 했다. 그러나 제암리 학살 사건 등 기독교인 학살 사건으로 일본인 기독교도들의 비판을 받게 되었다. 결국 3·1 운동의 유탄을 맞고 해임된 뒤 귀국, 요직에 등용되지 못하고 여생을 보냈다.
이후 정계에서 은퇴해 있다가 1924년 1월 27일 사망했다. 죽은 뒤에는 도쿄도 아오야마 영원에 묻혔다.

## 3·1 운동으로 인해 총독부 정책의 변화
초대 총독인 데라우치 시절에는 총독부의 지배 정책은 무단 통치였다. 헌병을 배치하고 치안을 바로 잡는 강력한 초기 단계의 지배 시스템이었다. 그러나 1차 대전 이후, 미국 대통령의 발언인 민족 자결주의의 영향을 받은 조선 민중들에 의해 3·1 운동이 일어나자 기존 지배 시스템의 한계와 허점을 파악하고 이를 절충 보완한게 문화 통치다. 하세가와 시절 이후로 총독부는 문화 통치로 지배 시스템 전환을 꾀한다. 문화 통치란 조선 시민들을 문화적으로 설득시켜 일제 시스템에 융화시키는 일명 회유책으로 조선 민중들의 저항 의지를 분열시키고 약체화하는 정책이었다. 이러한 회유책으로 변절자가 된 친일파가 수치적으로 대거 늘어나는 계기가 되었다.

### 총독부 정책의 연혁
- 1890년대 경부철도 부설권, 동학난 진압등의 이권 침탈 (총독부가 없던 시절)
- 1905년 러일 전쟁에서의 일본 승리 확실시로 이토 히로부미의 외교권 간섭(총독부가 없던 시절)
- 1910년대 한일합방, 토지조사사업과 무단통치(데라우치 시절)
- 1919년 3·1 운동 진압. (하세가와 시절)
- 1920년대 산미증식계획과 문화통치(사이토 시절)
- 1929년 독립 운동 탄압으로 인한 문화통치의 종료 (2차 사이토 시절)
- 1930년대 일본의 전체주의화와 만주사변,조선의 병참기지화. (우가키 시절)
- 1936년 중일전쟁 수행을 위한 조선의 병참기지화 가속, 창씨개명 시행 (미나미 시절)
- 1942년 태평양 전쟁 수행을 위한 조선의 병참기지화 가속, 조선인 대거 동원 (구이소 시절)
- 1944년 태평양 전쟁의 방어전을 수행 및 종전 후 식민지 처리(아베 시절)

## 상훈 경력
- 일본 제국 대훈위 국화대수장
- 대한제국 대훈위 금척대수장
- 대한제국 대훈위 이화대수장
- 일본 제국 금계훈장

## 가족 관계
요시미치는 아들이 없어 하세가와 이노사부로(長谷川猪三郎)를 양자로 삼았다. 
요시미치 사후 백작위를 습작한 하세가와 이노사부로 백작은 일본 육군사관학교 3기생으로 나중에 육군 소장에 이르렀다.

## 같이 보기
- 보신 전쟁
- 청일 전쟁
- 러일 전쟁
- 조선총독부
- 3.1 운동